# 내털리 메히아
내털리 메히아(Natalie Mejia, 1988년 5월 7일 ~ )는 미국의 가수, 걸 그룹 걸리셔스의 멤버였다.

## 출생
미국 웨스트코비나에서 태어났다. 쿠바, 멕시코 혈통을 갖고 있다. 9살 때부터 춤을 추기 시작했다. 다이아몬드 랜치(Diamond Ranch) 고등학교를 나왔다.

## 경력
걸리셔스 멤버가 되기 전, 음악 그룹 체리(Cherri)에서 2001년에서 2003년까지, 그룹 브리스(Breathe)에서 2005년에서 2007년까지 활동했다. 브리스는 션 폴 공연의 오프닝을 맡기도 했다. 2011년 2월, 걸리셔스의 다른 멤버인 크리스티나 세이어즈와 함께 그룹 탈퇴 의사를 밝혔다. 이후 새로운 음악 그룹을 결성하려했으나, 랜디 잭슨이 아메리칸 아이돌과 머라이어 캐리의 앨범에 집중하는 바람에 무산되었다. 2012년 11월 새로운 푸시캣 돌스의 멤버로 정해졌으나 2012년 11월, 더 이상 푸시캣 돌스의 멤버가 아니며 에말린 에스트라다가 내털리 메히아의 자리를 대체하였다는 소식이 전해졌다. 2014년, 그녀의 자매인 재지(Jazzy), 테일러(Taylor)와 함께 음악 그룹 메지아 시스터즈를 결성했다. 2014년 8월 18일 데뷔 싱글 "Stray"를 발매했다.

## 사생활
2012년 1월, '그 당시 첫 아이 출산이 예상되어, 푸시캣 돌스 활동을 이어갈 수 없었다'고 밝혔다. 2013년 5월 11일, 딸 칼리스타 에스텔라를 낳았다.